# 정관장배 세계여자바둑최강전
정관장배 세계여자바둑최강전(正官庄杯世界女子圍碁最强戰, 2002년 ~ 2011년)은 한국, 중국, 일본 3개국 여자 대표 바둑 기사 5명이 겨루는 단체전 성격의 바둑 기전이다. 2회 대회까지는 개인전이었지만 3회 대회부터 농심 신라면배 세계바둑 최강전과 같은 승발전 형식으로 규정을 바꾸었다. 2011년 9회 대회를 마지막으로 중지되었고, 황룡사 쌍등배로 전환 되었다.

## 대회 개요
- 주최: 세계사이버기원, 바둑TV
- 주관: 한국기원
- 후원: 한국인삼공사
- 협력: 중국위기협회 일본기원
- 대국료: 출전기사 각자 매 대국당 150만원(3회~9회, 2004년~2010년)
- 우승 상금: 7,500만원(3회~9회, 2004년~2010년)
- 연승 상품: 3연승부터 지삼 20지 2세트씩 지급(3회~9회, 2004년~2010년)
- 대국시간: 각자 1시간, 초읽기 40초 3회(3회~9회, 2004년~2010년)
- 덤: 6집반

## 역대 대회 결과

### 역대 우승자(개인전)
| 회수 | 연도        | 우승             | 전적 | 준우승     |
| ---- | ----------- | ---------------- | ---- | ---------- |
| 1    | 2002~2003년 | 루이나이웨이 9단 | 2-1  | 장쉔 8단   |
| 2    | 2003~2004년 | 박지은 4단       | 2-0  | 윤영선 3단 |

### 역대 대회 결과(국가대항단체전)
| 회수 | 연도        | 우승           | 준우승         | 3위        |
| ---- | ----------- | -------------- | -------------- | ---------- |
| 3    | 2004~2005년 | 중국 (8-4)     | 대한민국 (5-5) | 일본 (1-5) |
| 4    | 2005~2006년 | 중국 (7-3)     | 대한민국 (3-5) | 일본 (3-5) |
| 5    | 2006~2007년 | 대한민국 (6-4) | 일본 (4-5)     | 중국 (4-5) |
| 6    | 2008년      | 대한민국 (7-3) | 중국 (3-5)     | 일본 (3-5) |
| 7    | 2008~2009년 | 중국 (9-1)     | 대한민국 (2-5) | 일본 (0-5) |
| 8    | 2009~2010년 | 대한민국 (6-4) | 중국 (6-5)     | 일본 (2-5) |
| 9    | 2011년      | 대한민국 (9-4) | 중국 (4-5)     | 일본 (1-5) |

## 같이 보기
- 중일 슈퍼 대항전
- 농심 신라면배 세계바둑 최강전